# Köhler (schwedisches Adelsgeschlecht)

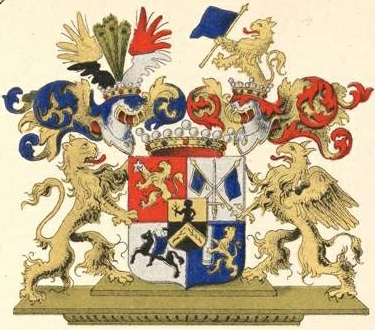
Freiherrliches Wappen derer von Köhler (1719)

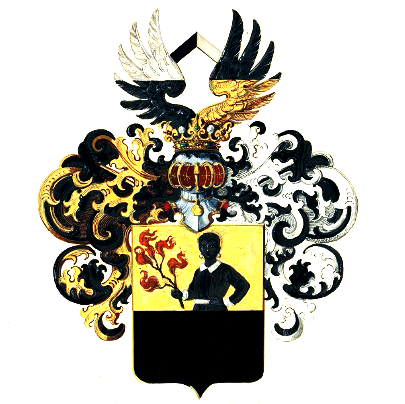
Wappen derer von Köhler (1772)

Köhler ist der Name eines ursprünglich aus Halberstadt stammenden Patriziergeschlechts, welches sich späterhin in Livland, Schweden und Finnland ausbreitet hat.
Es besteht keine Stammverwandtschaft zu den sächsisch-bayerischen von Köhler oder den preußischen von Köhler.

## Geschichte
Die Stammreihe des Geschlechts beginnt mit Johannes Koler (urkundlich genannt 1545–1562) der möglicherweise mit nachstehendem identisch ist. Am 5. August 1569 wurde der Diplomat des Domkapitels in Riga Dr. jur. utr. Johann Köler, Erbherr auf Smerle in Livland und dessen in Regensburg lebender Bruder Zacharias Köler, in Wien in den Reichsadelsstand, verbunden mit einer Wappenbesserung, erhoben.
Der schwedische Generalleutnant und Erbherr auf Gullbringa, Län bohus Fredrik von Köhler (1640–1723) wurde am 30. Juni 1719 in den schwedischen Freiherrenstand erhoben und 1720 in die Freiherrenklasse der schwedischen Ritterschaft (Nr. 167) introduziert. Die Linie Smerle, welches bis 1695 im Besitz der Familie war, wurde 1745 bei der livländischen Ritterschaft und die freiherrliche Linie am 4. Juli 1752 bei der estländischen Ritterschaft immatrikuliert. Der schwedische Kapitän Anders Erik von Köhler (1728–1800) erhielt 13. September 1772 die schwedische Adelsnaturalisation und wurde 1776 bei der Adelsklasse der schwedischen Ritterschaft (Nr. 2085) introduziert.

## Angehörige
- Fredrik von Köhler (1640–1723), schwedischer Generalleutnant
- Georg Reinhold von Köhler (1687–1758), schwedischer Generalleutnant
- Fredrik von Köhler (1728–1810), schwedischer Generalmajor